# Parafia Narodzenia Najświętszej Maryi Panny w Krzeszowie
Parafia Narodzenia Najświętszej Maryi Panny w Krzeszowie – parafia należąca do dekanatu Biłgoraj-Południe diecezji zamojsko-lubaczowskiej. Parafię prowadzą księża diecezjalni.

## Historia
Parafia krzeszowska została utworzona w XV wieku. Do 1809 roku należała do diecezji przemyskiej, przy czym od 12 stycznia 1630 roku wchodziła w skład dekanatu leżajskiego, a od 1746 roku do tarnogrodzkiego. W 1809 roku Krzeszów włączono do diecezji lubelskiej. Po 1868 roku parafia została włączona do nowego dekanatu biłgorajskiego (obecnie południowego).

### Zasięg parafii
Do parafii należą wierni wyznania rzymskokatolickiego z następujących miejscowości: Krzeszów, Jasiennik Stary, Krzeszów Dolny, Krzeszów Górny, Malennik Kol., Kamionka Dolna, Kamionka Średnia, Kamionka Górna, Kamionka Kol., Podolszynka Ordynacka i Podolszynka Plebańska.

### Proboszczowie[1]
| Imię i nazwisko                    | Lata                |
| ---------------------------------- | ------------------- |
| ks. Andrzej zw. "Prior"            | 1479-1482           |
| ks. Piotr z Czchowa (Minski)       | ok. 1508-1514       |
| ks. Piotr z Krzeszowa              | ok. 1529            |
| ks. Jan z Przeworska               | zm. przed 1.03.1569 |
| ks. Stanisław Jarzębiński          | ok. 1569-1591       |
| ks. Wawrzyniec Siekacz (Sekacjusz) | 1591-1618           |
| ks. Grzegorz Stonaszewski          | ok. 1618            |
| ks. Sebastian Dębicki              | ok. 1646            |
| ks. Wojciech Łusikowski            | ok. 1668-1673       |
| ks. Jan Abrek                      | 1673-1689           |
| ks. Józef Gilbaszewski             | 1689-1709           |
| ks. Tomasz, Franciszek Ormiński    | 1709-1715           |
| ks. Andrzej Fabiański              | ok. 1716            |
| ks. Błażej Momorski                | ok. 1725-1760       |
| ks. Jan Tadeusz Kruszyński         | 1764-1799           |
| ks. Kazimierz Kobyliński           | 1799-1809           |
| ks. Wojciech Gilewski              | 1810-1821           |
| ks. Szymon Surmankiewicz           | 1822-1844           |
| ks. Wojciech Gałczyński            | 1844-1845           |
| ks. Andrzej Łukasiewicz            | 1845-1872           |

| Imię i nazwisko             | Lata      |
| --------------------------- | --------- |
| ks. Michał Bobrowski        | 1872-1875 |
| ks. Mateusz Dydak Świeca    | 1875-1878 |
| ks. Franciszek Skubiszewski | 1878-1897 |
| ks. Jan Adamski             | 1897-1901 |
| ks. Aureliusz Wilczyński    | 1901-1907 |
| ks. Stanisław Rybka         | 1907-1911 |
| ks. Aleksander Bartosiewicz | 1911-1917 |
| ks. Andrzej Dziubiński      | 1917-1925 |
| ks. Łukasz Zezuliński       | 1925-1934 |
| ks. Józef Perskiewicz       | 1934-1936 |
| ks. Adolf Netczyński        | 1936-1938 |
| ks. Antoni Jaworski         | 1938-1946 |
| ks. Stanisław Wolski        | 1946-1949 |
| ks. Kazimierz Fąfera        | 1949-1976 |
| ks. Zenon Chęć              | 1976-1980 |
| ks. Józef Nowak             | 1980-1982 |
| ks. Lech Kutera             | 1982-2011 |
| ks. Stanisław Kolano        | 2011-2020 |
| ks. Tomasz Winogrodzki      | 2020-     |